# Jan van Assen

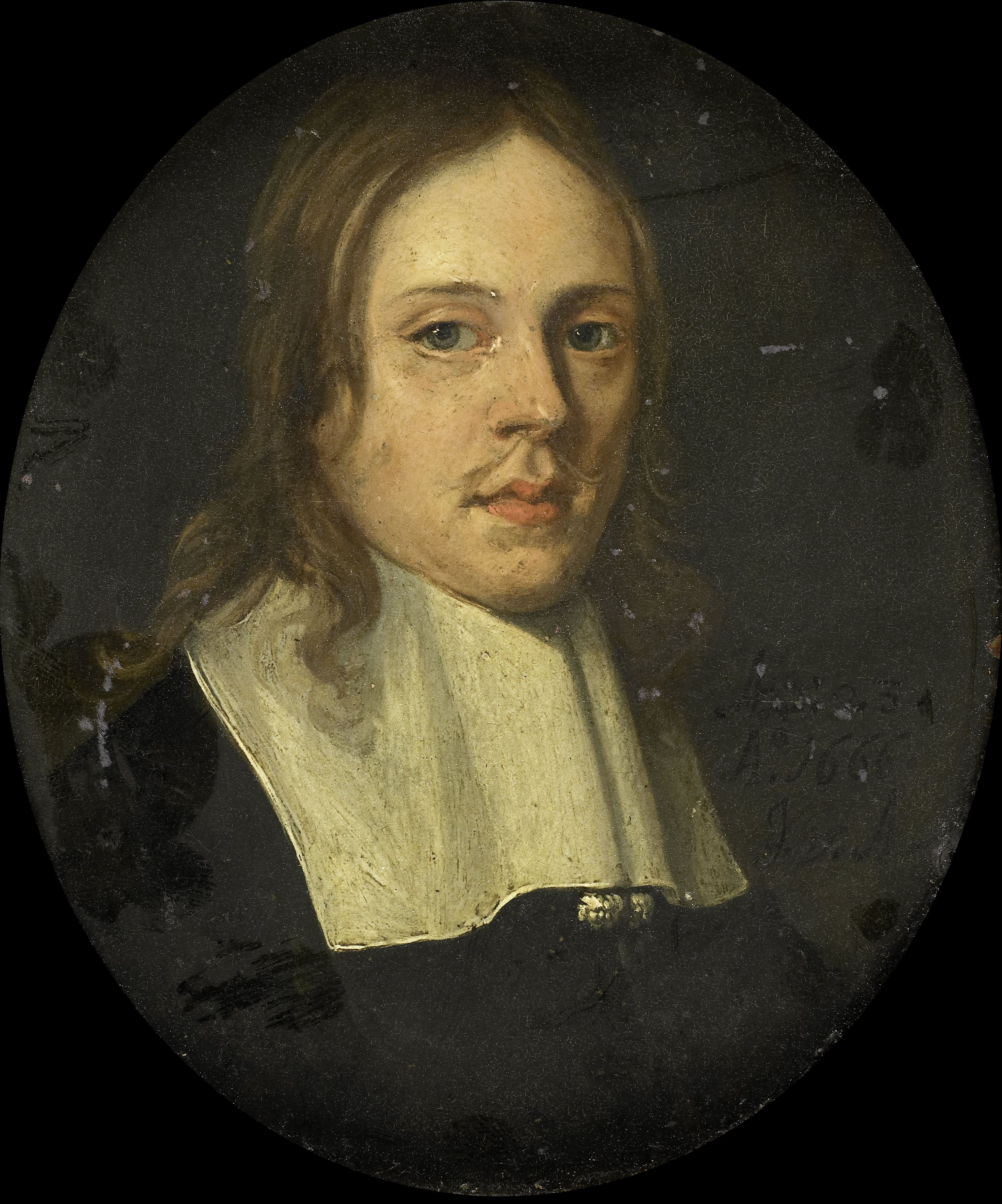
Jan van Assen: Portret van een man (1666) Olieverf op koper, 12,5 x 10,5 cm. Rijksmuseum, Amsterdam

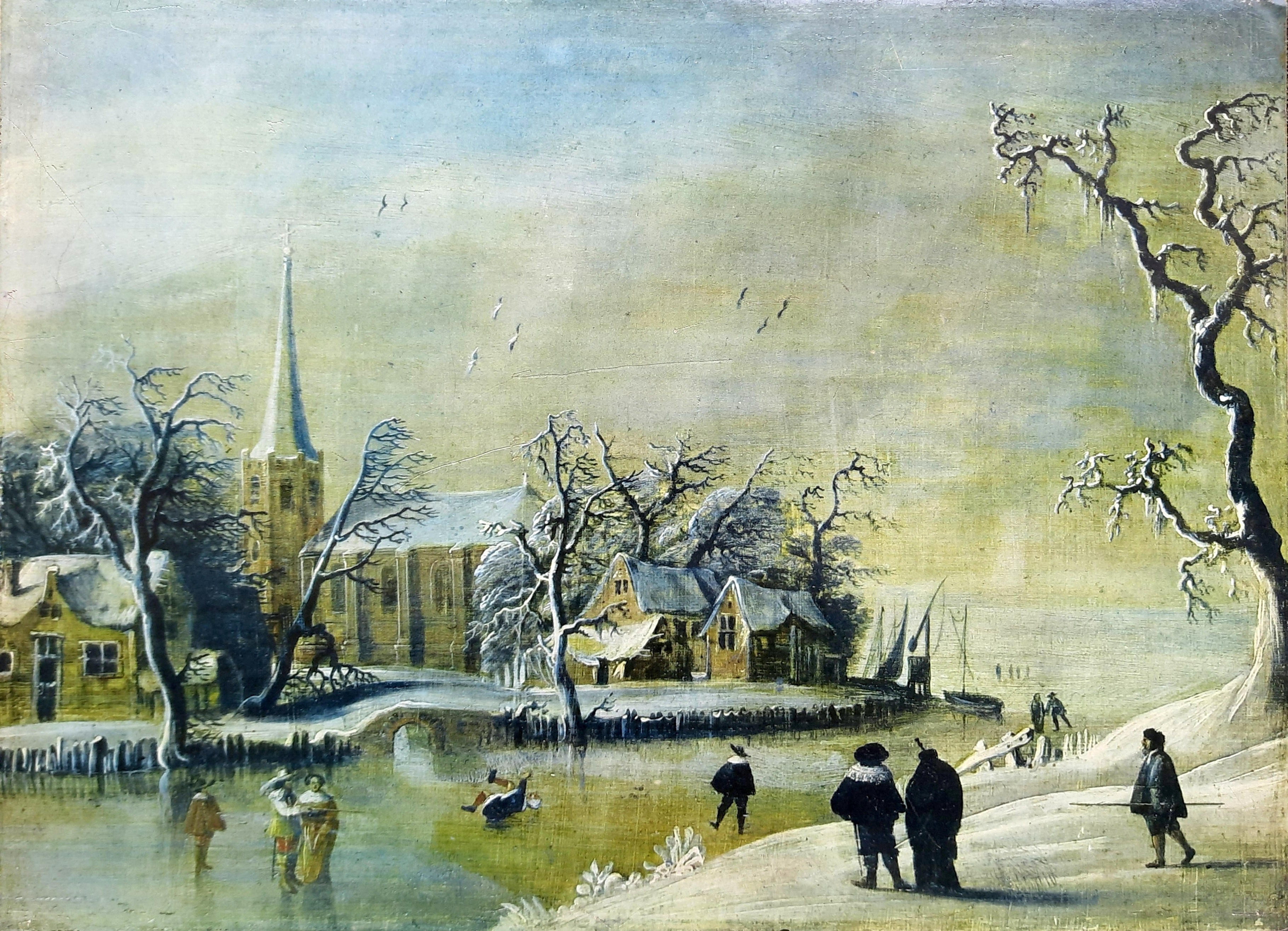
Winterlandschap, Jan van Assen, 41,5 x 54 cm

Jan van Assen (Amsterdam, ca. 1635 – aldaar, 1695 of 1697) was een Nederlands kunstschilder uit de Gouden Eeuw. Hij specialiseerde zich in landschapschilderkunst, portretten en historiestukken. Zijn werken werden beïnvloed door de Italiaanse stijl, met name door de graveur Antonio Tempesta (1555–1630), wiens prenten hij regelmatig als voorbeeld gebruikte.
Van Assen werkte in Amsterdam, waar hij vanaf 1671 tot zijn overlijden actief was. Hij werd op 20 januari 1688 officieel burger (poorter) van Amsterdam en lid van het plaatselijke schildersgilde. Zijn werk werd niet alleen gewaardeerd in Nederland, maar ook geëxporteerd naar het buitenland, met name naar de Oost-Indië. Dit leidde ertoe dat hij door Arnold Houbraken werd omschreven als een "dozijnschilder". Zijn werk, vooral wanneer van een afstand bekeken, kenmerkte zich door een harmonieuze compositie en een levendige uitstraling. Hij monogrammeerde zijn werk vaak met "JVA" of "J.v.A.".
Jan van Assen trouwde op 10 april 1671 in Amsterdam met Susanna Claas de Vries (1638–1713). Hij overleed in 1695, op 60-jarige leeftijd, volgens Arnold Houbraken. Andere bronnen vermelden echter 1697 als zijn overlijdensjaar.
- Biografisch Portaal: 20594843
- Digitale Bibliotheek voor de Nederlandse Letteren: asse028
- RKD-Nederlands Instituut voor Kunstgeschiedenis: 2776
- Union List of Artist Names: 500006326
- Virtual International Authority File: 95719310